# Hidroscafídeos
Hidroscafídeos (Hydroscaphidae) é uma pequena família de insectos coleópteros da subordem Myxophaga. Em 2010 estavam descritas 23 espécies dentro da família.
São coleópteros de pequena dimensão, a maioria abaixo dos 2 mm de comprimento. Têm uma cor bronzeada a castanha e os élitros são encurtados, deixando vários tergitos abdominais expostos. As asas possuem setas longas nas margens. As larvas são fusiformes, com um tórax largo e um abdómen que se estreita.
Estes coleópteros vivem em tapetes de algas com uma fina camada de água corrente, podendo ser as algas que se acumulam junto à margem do curso de água. Toleram uma grande gama de temperaturas; foram observados em fontes termais e em zonas de fusão de neve. Alimentam-se de algas.
O seu ciclo reprodutivo não é bem conhecido. Em pelo menos uma espécie a fêmea deposita um único ovo grande no tapete de algas.
Espécies desta família foram reportados em todos os continentes com excepção da Antártida, incluindo no território do Brasil.

## Géneros
Esta família possui os seguintes géneros:
- Hydroscapha
- Scaphydra
- Yara